# U-581 (tàu ngầm Đức)
U-581 là một tàu ngầm tấn công  Lớp Type VII thuộc phân lớp Type VIIC được Hải quân Đức Quốc Xã chế tạo trong Chiến tranh Thế giới thứ hai. Nhập biên chế năm 1941, nó chỉ thực hiện được hai chuyến tuần tra và đánh chìm được một tàu chiến phụ trợ tải trọng 364 GRT. Trong chuyến tuần tra cuối cùng, U-581 bị tàu khu trục Anh HMS Westcott thả mìn sâu đánh chìm trong Đại Tây Dương gần quần đảo Azores vào ngày 2 tháng 2, 1942.

## Thiết kế và chế tạo

### Thiết kế

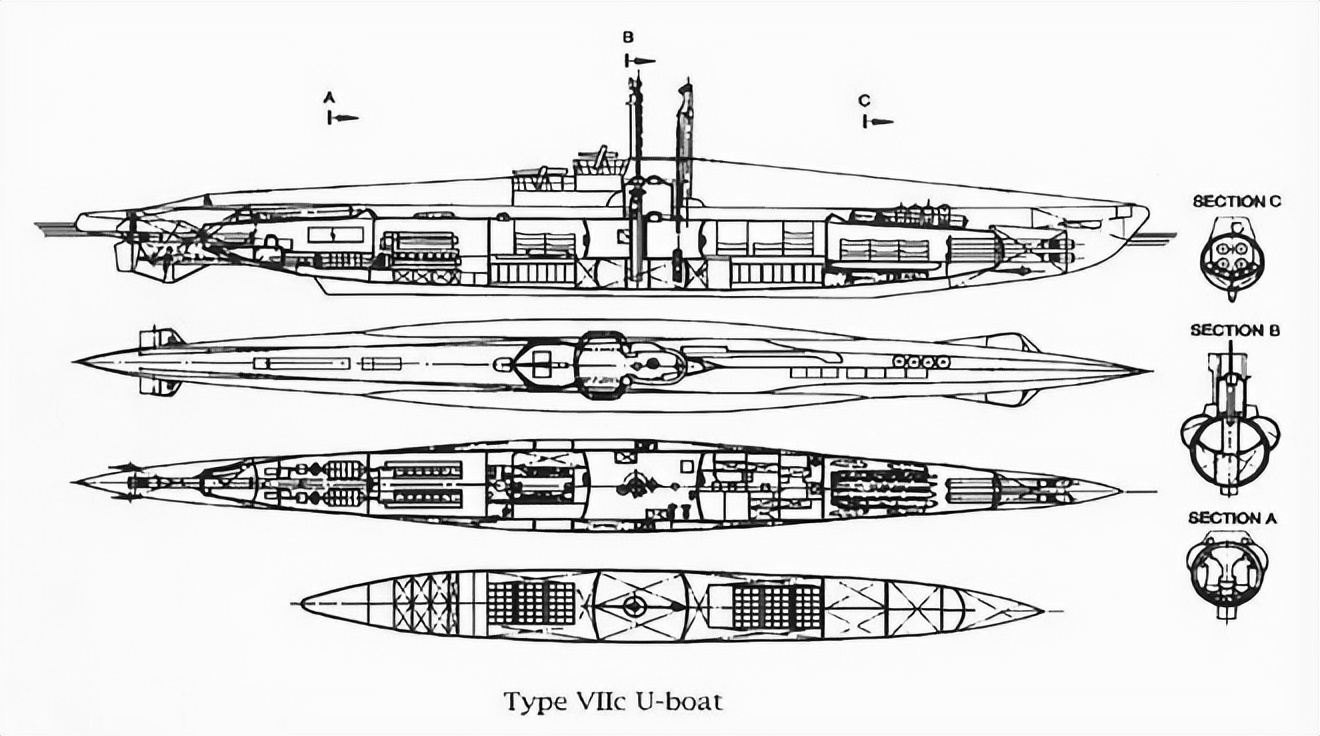
Sơ đồ các mặt cắt một tàu ngầm Type VIIC

Phân lớp VIIC của Tàu ngầm Type VII là một phiên bản VIIB được kéo dài thêm. Chúng có trọng lượng choán nước 769 t (757 tấn Anh) khi nổi và 871 t (857 tấn Anh) khi lặn). Con tàu có chiều dài chung 67,10 m (220 ft 2 in), lớp vỏ trong chịu áp lực dài 50,50 m (165 ft 8 in), mạn tàu rộng 6,20 m (20 ft 4 in), chiều cao 9,60 m (31 ft 6 in) và mớn nước 4,74 m (15 ft 7 in).
Chúng trang bị hai động cơ diesel Germaniawerft F46 siêu tăng áp 6-xy lanh 4 thì, tổng công suất 2.800–3.200 PS (2.100–2.400 kW; 2.800–3.200 bhp), dẫn động hai trục chân vịt đường kính 1,23 m (4,0 ft), cho phép đạt tốc độ tối đa 17,7 kn (32,8 km/h), và tầm hoạt động tối đa 8.500 nmi (15.700 km) khi đi tốc độ đường trường 10 kn (19 km/h). Khi đi ngầm dưới nước, chúng sử dụng hai động cơ/máy phát điện Garbe, Lahmeyer & Co. RP 137/c  tổng công suất 750 PS (550 kW; 740 shp). Tốc độ tối đa khi lặn là 7,6 kn (14,1 km/h), và tầm hoạt động 80 nmi (150 km) ở tốc độ 4 kn (7,4 km/h). Con tàu có khả năng lặn sâu đến 230 m (750 ft).
Vũ khí trang bị có năm ống phóng ngư lôi 53,3 cm (21 in), bao gồm bốn ống trước mũi và một ống phía đuôi, và mang theo tổng cộng 14 quả ngư lôi, hoặc tối đa 22 quả thủy lôi TMA, hoặc 33 quả TMB. Tàu ngầm Type VIIC bố trí một hải pháo 8,8 cm SK C/35 cùng một pháo phòng không 2 cm (0,79 in) trên boong tàu. Thủy thủ đoàn bao gồm 4 sĩ quan và 40-56 thủy thủ.

### Chế tạo
U-581 được đặt hàng vào ngày 8 tháng 1, 1940, và được đặt lườn tại xưởng tàu của hãng Blohm & Voss ở Hamburg vào ngày 25 tháng 9, 1940. Nó được hạ thủy vào ngày 12 tháng 6, 1941, và nhập biên chế cùng Hải quân Đức Quốc Xã vào ngày 31 tháng 7, 1941 dưới quyền chỉ huy của Hạm trưởng, Đại úy Hải quân Werner Pfeifer.

## Lịch sử hoạt động
Sau khi hoàn tất việc huấn luyện trong thành phần Chi hạm đội U-boat 5, U-581 được điều sang Chi hạm đội U-boat 7 từ ngày 1 tháng 12, 1941 để hoạt động trên tuyến đầu cho đến khi bị mất.

### Chuyến tuần tra thứ nhất
U-581 khởi hành từ Kiel, Đức vào ngày 13 tháng 12, 1941 cho chuyến tuần tra đầu tiên trong chiến tranh. Nó đã tiến ra Bắc Hải, rồi băng qua khe GI-UK giữa các quần đảo Sheetland và Faroe để vòng qua quần đảo Anh và hoạt động tại vùng biển Bắc Đại Tây Dương về phía Tây Ireland (Khu vực Tiếp cận phía Tây). Chiếc U-boat kết thúc chuyến tuần tra và đi đến cảng St. Nazaire bên bờ Đại Tây Dương của Pháp đã bị Đức chiếm đóng, đến nơi vào ngày 22 tháng 12.

### Chuyến tuần tra thứ hai – Bị mất
U-581 rời cảng St. Nazaire vào ngày 11 tháng 1, 1942 cho chuyến tuần tra thứ hai, cũng là chuyến cuối cùng, để hoạt động tại khu vực giữa Đại Tây Dương. Đến ngày 19 tháng 1, chiếc U-boat có thể đã đánh chìm tàu đánh cá vũ trang HMS Rosemonde 364 GRT ở vị trí về phía Đông Bắc quần đảo Azores.
U-581 bị thủy thủ đoàn tự đánh chìm sau khi bị hư hại nặng do trúng mìn sâu thả từ tàu khu trục HMS Westcott của Hải quân Hoàng gia Anh, và đắm trong Đại Tây Dương về phía Đông Nam quần đảo Azores vào ngày 2 tháng 2, 1942, tại tọa độ 38°24′B 28°30′T / 38,4°B 28,5°T. Bốn thành viên thủy thủ đoàn đã tử trận; và có 41 người sống sót.
Hạm phó thứ hai của U-581, Trung úy Walter Sitek, đã bơi suốt sáu kilômét để đến được bờ biển gần làng Guidaste, nơi ông được người dân địa phương cứu vớt, và sau đó quay trở về Đức quá cảnh qua nước Tây Ban Nha trung lập. Sitek tiếp tục chỉ huy các tàu ngầm U-17, U-981 và U-3005, và đã sống sót qua Thế Chiến II.
Sau 20 năm tìm kiếm, xác tàu đắm của U-581 được khám phá vào năm 2016, nằm ở độ sâu khoảng 900 m (3.000 ft).

### Tóm tắt chiến công
U-581 đã đánh chìm được một tàu chiến phụ trợ tải trọng 364 GRT:
| Ngày             | Tên tàu       | Quốc tịch              | Tải trọng | Số phận      |
| ---------------- | ------------- | ---------------------- | --------- | ------------ |
| 19 tháng 1, 1942 | HMS Rosemonde | Hải quân Hoàng gia Anh | 364       | Bị đánh chìm |